# Maler von Eleusis 767
Der Maler von Eleusis 767 war ein Vasenmaler des attisch-schwarzfigurigen Stils.
Der Maler von Eleusis 767 gilt als ein temperamentvoller, aber auch altmodischer und provinzieller Maler der frühen attisch-schwarzfigurigen Vasenmalerei. Zwei seiner Werke wurden in Eleusis gefunden. Er bemalte unter anderem langhalsige Amphoren, die möglicherweise im Ritus verwendet wurden. Zu diesen Gefäßen gehörte auch seine in Eleusis gefundene Namenvase Inv. 767, die ihm zu seinem Notnamen verhalf.

## Werke
- Athen, Agora

P 2034 Fragment einer fußlosen Schale
- Eleusis, Museum

767 Halsamphora
846 Fragment eines Skyphos-Kraters
- New Jersey, Privatsammlung

Zwei Fragmente von Ständern